# Antigua a Barbuda na Letních olympijských hrách 2008
Antigua a Barbuda se účastnila Letní olympiády 2008 ve dvou sportech. V lehké atletice ho reprezentovali 4 zástupci a v plavání 1.

## Atletika
Daniel Bailey: 100 m Muži
- V 1. rozběhu časem 10.24 obsadil 2. místo a postoupil. Ve čtvrtfinále číslo 5 časem 10.23 jen těsně nepostoupil. Obsadil první nepostupové místo.

Brendan Christian: 200 m Muži
- V 8. rozběhu obsadil časem 20.58 2. místo a postoupil. Čtvrtfinále vyhrál časem 20.26 a postoupil do semifinále 2. V něm dosáhl času 20.29 ale to stačilo pouze na 5. místo, první nepostupové.

James Grayman: Skok do výšky Muži
- V kvalifikační skupině B výkonem 2.20 obsadil 12. místo do finále nepostoupil.

Sonia Williams: 100 m Ženy
- V 5. rozběhu časem 12.04 obsadila 6. místo a nepostoupila.

## Plavání
Kareem Valentine
- Ve 2. rozplavbě na 50 m volný způsob obsadil časem 31.23 5. místo a nepostoupil. Celkově obsadil předposlední 96. místo.